# Sindaci di Novate Milanese
Di seguito l'elenco cronologico dei sindaci di Novate Milanese e delle altre figure apicali equivalenti che si sono succedute nel corso della storia.

## Regno d'Italia (1861-1946)
| Sindaci nominati dal governo (1861-1889)                   | Sindaci nominati dal governo (1861-1889) | Sindaci nominati dal governo (1861-1889) | Sindaci nominati dal governo (1861-1889) | Sindaci nominati dal governo (1861-1889) |
| Nominativo                                                 | Partito                                  | Partito                                  | Mandato                                  | Mandato                                  |
| Nominativo                                                 | Partito                                  | Partito                                  | Inizio                                   | Fine                                     |
| ---------------------------------------------------------- | ---------------------------------------- | ---------------------------------------- | ---------------------------------------- | ---------------------------------------- |
| Carlo Mazzoni                                              | –                                        | –                                        | primavera 1861                           | 4 novembre 1861                          |
| Vincenzo Cajo                                              | –                                        | –                                        | 4 novembre 1861                          | primavera 1867                           |
| Carlo Catturini (Assessore anziano F.F.)                   | –                                        | –                                        | 1867                                     | 1868                                     |
| Pietro Gianetti (Assessore anziano F.F.)                   | –                                        | –                                        | 1869                                     | 1869                                     |
| Pietro Gianetti                                            | –                                        | –                                        | 1870                                     | 1872                                     |
| Francesco Caimi (Assessore anziano F.F.)                   | –                                        | –                                        | 20 aprile 1873                           | 13 dicembre 1874                         |
| Pietro Gianetti                                            | –                                        | –                                        | 13 dicembre 1874                         | primavera 1878                           |
| Carlo Mazzoni                                              | –                                        | –                                        | primavera 1878                           | 1º maggio 1881                           |
| Angelo Masserini (Assessore anziano F.F.)                  | –                                        | –                                        | 1º maggio 1881                           | 1882                                     |
| Angelo Masserini                                           | –                                        | –                                        | 1882                                     | 26 dicembre 1889                         |
| Sindaci nominati dal Consiglio comunale (1889-1926)        |                                          |                                          |                                          |                                          |
| Nominativo                                                 | Partito                                  | Partito                                  | Mandato                                  | Mandato                                  |
| Nominativo                                                 | Partito                                  | Partito                                  | Inizio                                   | Fine                                     |
| Angelo Masserini                                           | –                                        | –                                        | 26 dicembre 1889                         | 29 settembre 1893                        |
| Ercole Morandi (Assessore ordinario F.F.)                  | –                                        | –                                        | 29 settembre 1893                        | 26 aprile 1894                           |
| Luigi Mazzoni (Assessore anziano F.F.)                     | –                                        | –                                        | 26 aprile 1894                           | 10 luglio 1894                           |
| Gaetano Cozzi (Assessore ordinario F.F.)                   | –                                        | –                                        | 10 luglio 1894                           | 15 ottobre 1894                          |
| Pietro Giannetti (Assessore ordinario F.F.)                | –                                        | –                                        | 15 ottobre 1894                          | 28 novembre 1895                         |
| Battista Bardelli                                          | –                                        | –                                        | 28 novembre 1895                         | 4 maggio 1898                            |
| Ausano Labadini                                            | –                                        | –                                        | 1º settembre 1899                        | 25 maggio 1902                           |
| Carlo Ceruti                                               | –                                        | –                                        | 7 settembre 1902                         | 29 maggio 1905                           |
| Marino Vaghi                                               | –                                        | –                                        | 10 settembre 1905                        | 23 maggio 1913                           |
| Francesco Vaghi (Assessore anziano F.F.)                   | –                                        | –                                        | 23 maggio 1913                           | 15 novembre 1913                         |
| Arturo Rognoni                                             | –                                        | –                                        | 15 novembre 1913                         | 14 luglio 1914                           |
| Clemente Bonfanti                                          |                                          | Partito Socialista Italiano              | 14 luglio 1914                           | 27 gennaio 1916                          |
| Angelo Guzzetti (Assessore anziano F.F.)                   | –                                        | –                                        | 16 ottobre 1916                          | 1º agosto 1917                           |
| Angelo Guzzetti                                            | –                                        | –                                        | 1º agosto 1917                           | 1919                                     |
| Santino Uboldi                                             | –                                        | –                                        | 24 ottobre 1920                          | 9 agosto 1923                            |
| Enrico Campeis (Commissario prefettizio)                   | –                                        | –                                        | 18 agosto 1923                           | 26 agosto 1923                           |
| Alberto Robbiati (Commissario prefettizio)                 | –                                        | –                                        | 26 agosto 1923                           | 20 febbraio 1924                         |
| Alfredo Pigorini                                           | –                                        | –                                        | 20 febbraio 1924                         | 4 luglio 1926                            |
| Podestà nominati dal governo (1926-1944)                   |                                          |                                          |                                          |                                          |
| Nominativo                                                 | Partito                                  | Partito                                  | Mandato                                  | Mandato                                  |
| Nominativo                                                 | Partito                                  | Partito                                  | Inizio                                   | Fine                                     |
| Alfredo Pigorini                                           |                                          | Partito Nazionale Fascista               | 21 agosto 1926                           | 16 agosto 1930                           |
| Cesare Maltini                                             |                                          | Partito Nazionale Fascista               | 16 agosto 1930                           | 4 ottobre 1930                           |
| Virgilio Cogliati (Commissario prefettizio)                | –                                        | –                                        | 4 ottobre 1930                           | 31 ottobre 1930                          |
| Virgilio Cogliati                                          |                                          | Partito Nazionale Fascista               | 31 ottobre 1930                          | 24 ottobre 1932                          |
| Giovanni Bracaglia                                         |                                          | Partito Nazionale Fascista               | 24 ottobre 1932                          | 23 ottobre 1936                          |
| Giacomo Testori (Reggente temporaneo)                      | –                                        | –                                        | 31 gennaio 1937                          | 30 giugno 1937                           |
| Filippo Criscuolo Doria                                    |                                          | Partito Nazionale Fascista               | 1º luglio 1937                           | 15 settembre 1941                        |
| Pietro Paracchi                                            |                                          | Partito Nazionale Fascista               | 20 settembre 1941                        | 1º luglio 1943                           |
| Virginio Scotti (Commissario Prefettizio)                  | –                                        | –                                        | 1º luglio 1943                           | 25 aprile 1945                           |
| Sindaci del periodo costituzionale transitorio (1944-1946) |                                          |                                          |                                          |                                          |
| Nominativo                                                 | Partito                                  | Partito                                  | Mandato                                  | Mandato                                  |
| Nominativo                                                 | Partito                                  | Partito                                  | Inizio                                   | Fine                                     |
| Carlo Ghezzi                                               |                                          | Partito Comunista Italiano               | 26 aprile 1945                           | 23 giugno 1945                           |
| Carlo Ghezzi                                               |                                          | Partito Comunista Italiano               | 23 giugno 1945                           | 7 aprile 1946                            |

## Repubblica italiana (dal 1946)
| Sindaci eletti dal Consiglio comunale (1946-1993)    | Sindaci eletti dal Consiglio comunale (1946-1993) | Sindaci eletti dal Consiglio comunale (1946-1993) | Sindaci eletti dal Consiglio comunale (1946-1993) | Sindaci eletti dal Consiglio comunale (1946-1993) | Sindaci eletti dal Consiglio comunale (1946-1993) | Sindaci eletti dal Consiglio comunale (1946-1993) |
| Nominativo                                           | Partito                                           | Partito                                           | Partito                                           | Partito                                           | Mandato                                           | Mandato                                           |
| Nominativo                                           | Partito                                           | Partito                                           | Partito                                           | Partito                                           | Inizio                                            | Fine                                              |
| ---------------------------------------------------- | ------------------------------------------------- | ------------------------------------------------- | ------------------------------------------------- | ------------------------------------------------- | ------------------------------------------------- | ------------------------------------------------- |
| Carlo Ghezzi                                         |                                                   | Partito Comunista Italiano                        | Partito Comunista Italiano                        | Partito Comunista Italiano                        | 7 aprile 1946                                     | 6 giugno 1951                                     |
| Carlo Ghezzi                                         |                                                   | Partito Comunista Italiano                        | Partito Comunista Italiano                        | Partito Comunista Italiano                        | 6 giugno 1951                                     | 12 giugno 1956                                    |
| Angelo Comodo                                        |                                                   | Partito Comunista Italiano                        | Partito Comunista Italiano                        | Partito Comunista Italiano                        | 12 giugno 1956                                    | 12 marzo 1957                                     |
| Carlo Ghezzi                                         |                                                   | Partito Comunista Italiano                        | Partito Comunista Italiano                        | Partito Comunista Italiano                        | 12 marzo 1957                                     | 24 novembre 1960                                  |
| Carlo Ghezzi                                         |                                                   | Partito Comunista Italiano                        | Partito Comunista Italiano                        | Partito Comunista Italiano                        | 24 novembre 1960                                  | 7 agosto 1964                                     |
| Pierino Torriani (Assessore anziano F.F.)            |                                                   | Partito Socialista Italiano                       | Partito Socialista Italiano                       | Partito Socialista Italiano                       | 8 agosto 1964                                     | 10 febbraio 1965                                  |
| Anselmo Pulga                                        |                                                   | Partito Socialista Italiano                       | Partito Socialista Italiano                       | Partito Socialista Italiano                       | 10 febbraio 1965                                  | 25 novembre 1968                                  |
| Ercole Gorla                                         |                                                   | Partito Socialista Italiano                       | Partito Socialista Italiano                       | Partito Socialista Italiano                       | 25 novembre 1968                                  | 29 luglio 1970                                    |
| Ercole Gorla                                         |                                                   | Partito Socialista Italiano                       | Partito Socialista Italiano                       | Partito Socialista Italiano                       | 29 luglio 1970                                    | 22 luglio 1975                                    |
| Luigi Perego                                         |                                                   | Partito Socialista Italiano                       | Partito Socialista Italiano                       | Partito Socialista Italiano                       | 22 luglio 1975                                    | 23 luglio 1980                                    |
| Luigi Perego                                         |                                                   | Partito Socialista Italiano                       | Partito Socialista Italiano                       | Partito Socialista Italiano                       | 23 luglio 1980                                    | 26 luglio 1985                                    |
| Luigi Perego                                         |                                                   | Partito Socialista Italiano                       | Partito Socialista Italiano                       | Partito Socialista Italiano                       | 26 luglio 1985                                    | 26 luglio 1990                                    |
| Mauro De Rosa                                        |                                                   | Partito Comunista Italiano                        | Partito Comunista Italiano                        | Partito Comunista Italiano                        | 26 luglio 1990                                    | 23 dicembre 1992                                  |
| Maurizio Lozza                                       |                                                   | Partito Socialista Italiano                       | Partito Socialista Italiano                       | Partito Socialista Italiano                       | 23 dicembre 1992                                  | 8 maggio 1995                                     |
| Sindaci eletti direttamente dai cittadini (dal 1993) |                                                   |                                                   |                                                   |                                                   |                                                   |                                                   |
| Nominativo                                           | Partito                                           | Partito                                           | Coalizione                                        | Coalizione                                        | Mandato                                           | Mandato                                           |
| Nominativo                                           | Partito                                           | Partito                                           | Coalizione                                        | Coalizione                                        | Inizio                                            | Fine                                              |
| Amalia Fumagalli                                     |                                                   | Partito Democratico della Sinistra                |                                                   | PDS-FL-L. civiche                                 | 8 maggio 1995                                     | 28 giugno 1999                                    |
| Luigi Silva                                          |                                                   | Lista civica di centro-destra Uniti per Novate    |                                                   | FI-AN-L. civiche                                  | 28 giugno 1999                                    | 28 giugno 2004                                    |
| Luigi Silva                                          |                                                   | Unione di Centro                                  |                                                   | UDC-FI-AN-L. civiche                              | 28 giugno 2004                                    | 23 giugno 2009                                    |
| Lorenzo Guzzelloni                                   |                                                   | Partito Democratico                               |                                                   | PD-L. civiche                                     | 23 giugno 2009                                    | 11 giugno 2014                                    |
| Lorenzo Guzzelloni                                   |                                                   | Partito Democratico                               |                                                   | PD-L. civiche                                     | 11 giugno 2014                                    | 9 giugno 2019                                     |
| Daniela Maldini                                      |                                                   | Partito Democratico                               |                                                   | PD-L. civiche                                     | 12 giugno 2019                                    | 25 giugno 2024                                    |
| Gian Maria Palladino                                 |                                                   | Fratelli d'Italia                                 |                                                   | FdI-FI-LSP-L. civiche                             | 26 giugno 2024                                    | in carica                                         |